# Лозівка (Скориківська сільська громада)
Лозі́вка — село в Україні, у Скориківській сільській громаді Тернопільського району Тернопільської області. До 2015 підпорядковалося Терпилівській сільраді. Від вересня 2015 року ввійшло у склад Скориківської сільської громади. Розташоване на північному сході району.
Населення — 224 особи (2001).

## Історія
Відоме від 1-ї половини XVI ст.
Діяли товариства «Просвіта», «Січ», «Сокіл» та «Союз українок», кооператива.
12 червня 2020 року, відповідно до розпорядження Кабінету Міністрів України  № 724-р «Про визначення адміністративних центрів та затвердження територій територіальних громад Тернопільської області», село увійшло до складу Скориківської селищної громади.
19 липня 2020 року в результаті адміністративно-територіальної реформи та ліквідації Підволочиського району, село увійшло до складу новоствореного Тернопільського району.

## Пам'ятки
Споруджено пам'ятники Тарасові Шевченку (1914, відновлений у 1960, скульптор Яків Чайка), воїнам-односельцям, полеглим у німецько-радянській війні (1967).

## Соціальна сфера
Діють загальноосвітня школа І-ІІ ступенів, клуб, бібліотека, музей.

## Відомі люди

### Народилися
- о. Антін Будзан - український мистецтвознавець
- Р. Сікора

### Перебували
- Д. Павличко,
- І. Франко.
- У місцевій школі вчителювали батьки українського історика Ореста Субтельного[3].

## Галерея

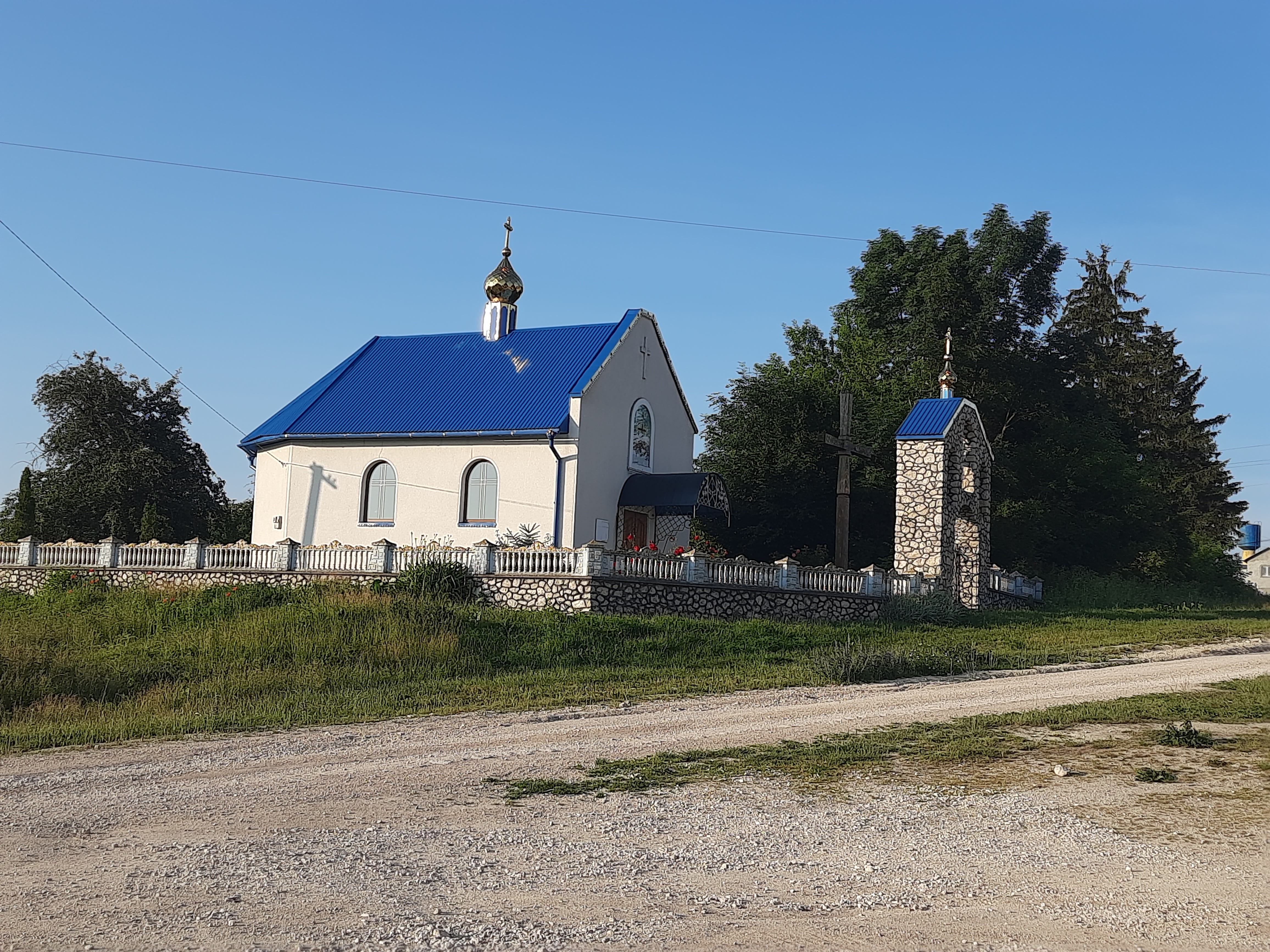
Сільська церква
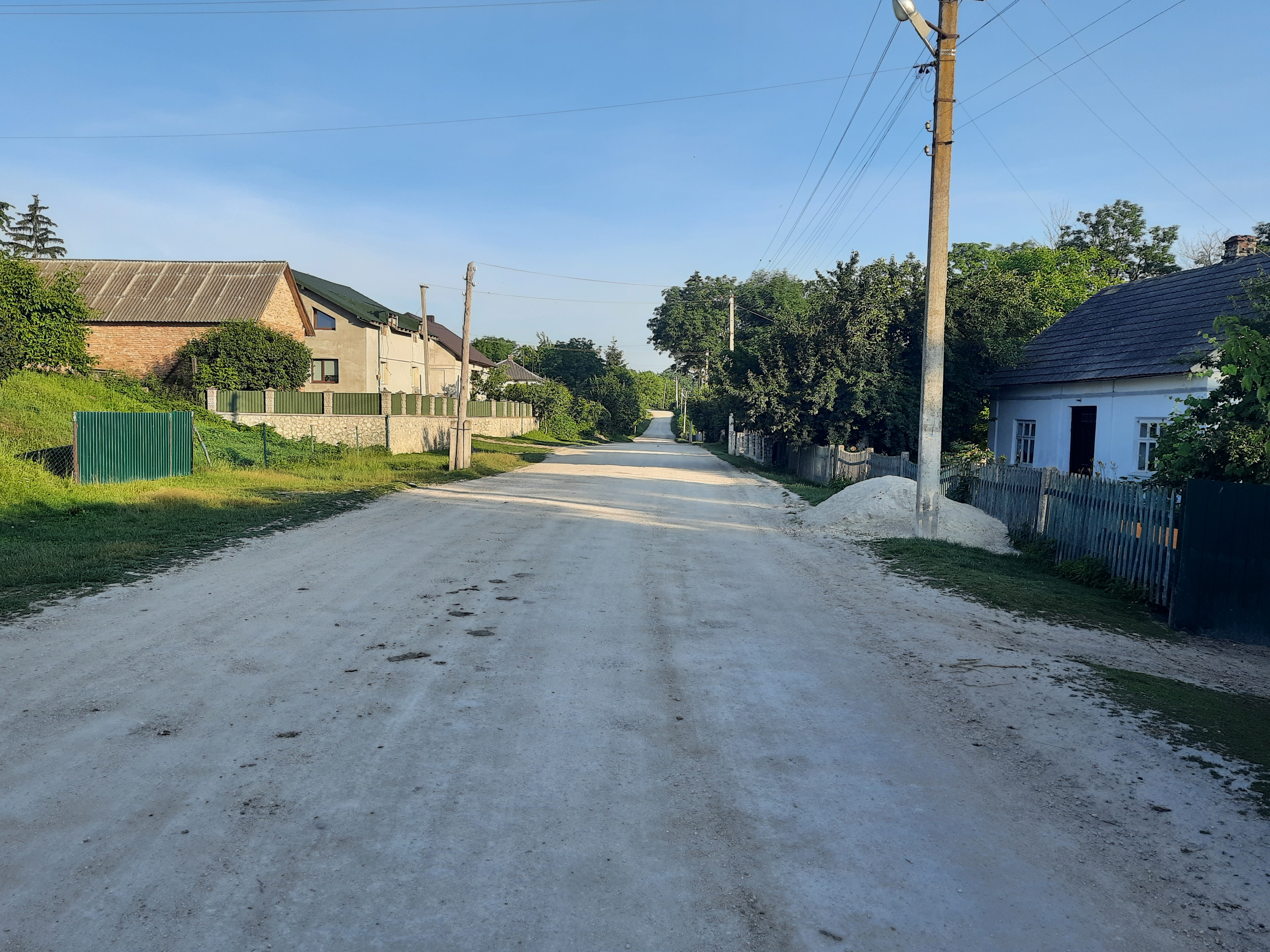
Сільська вулиця
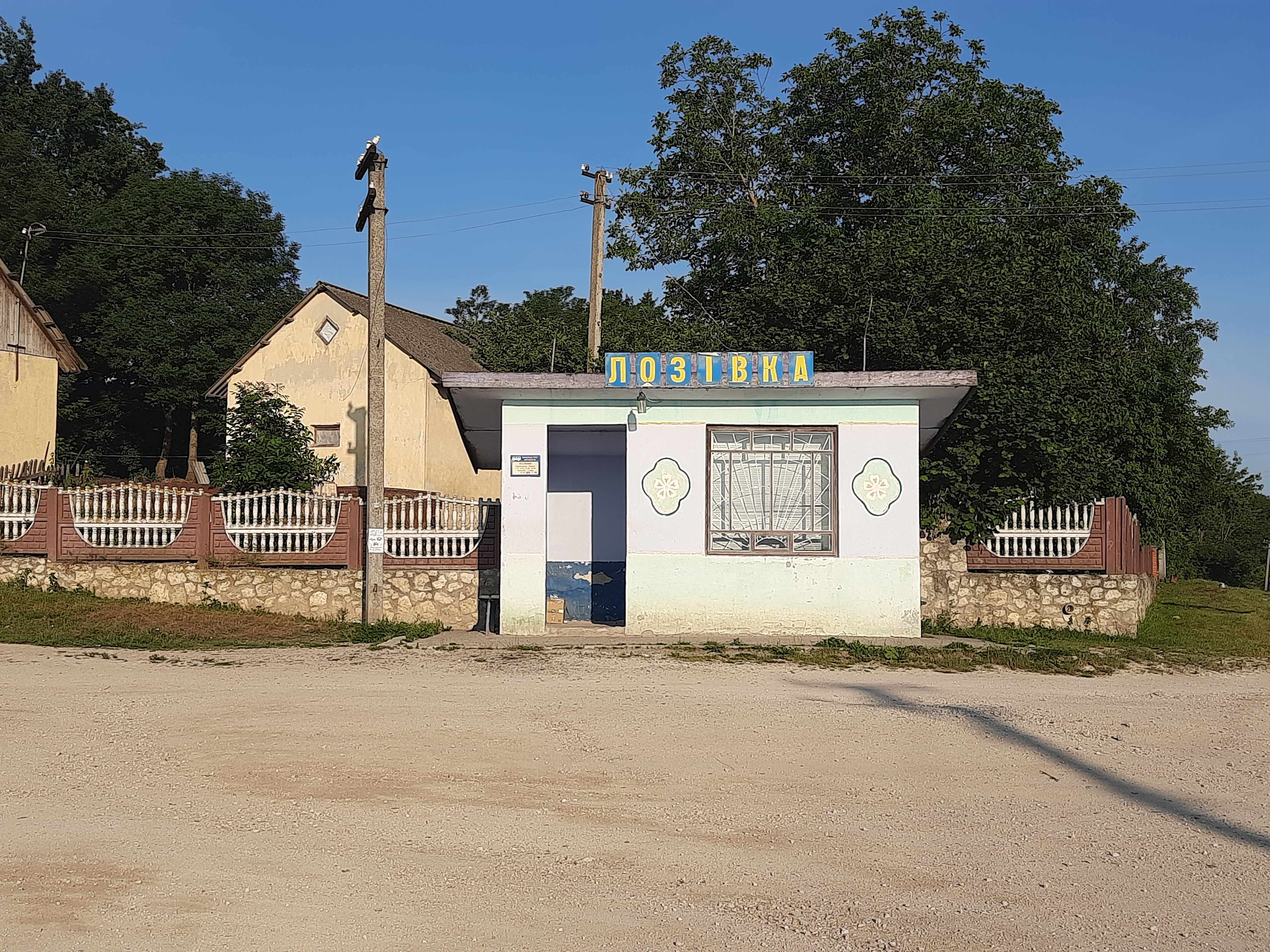
Автобусна зупинка
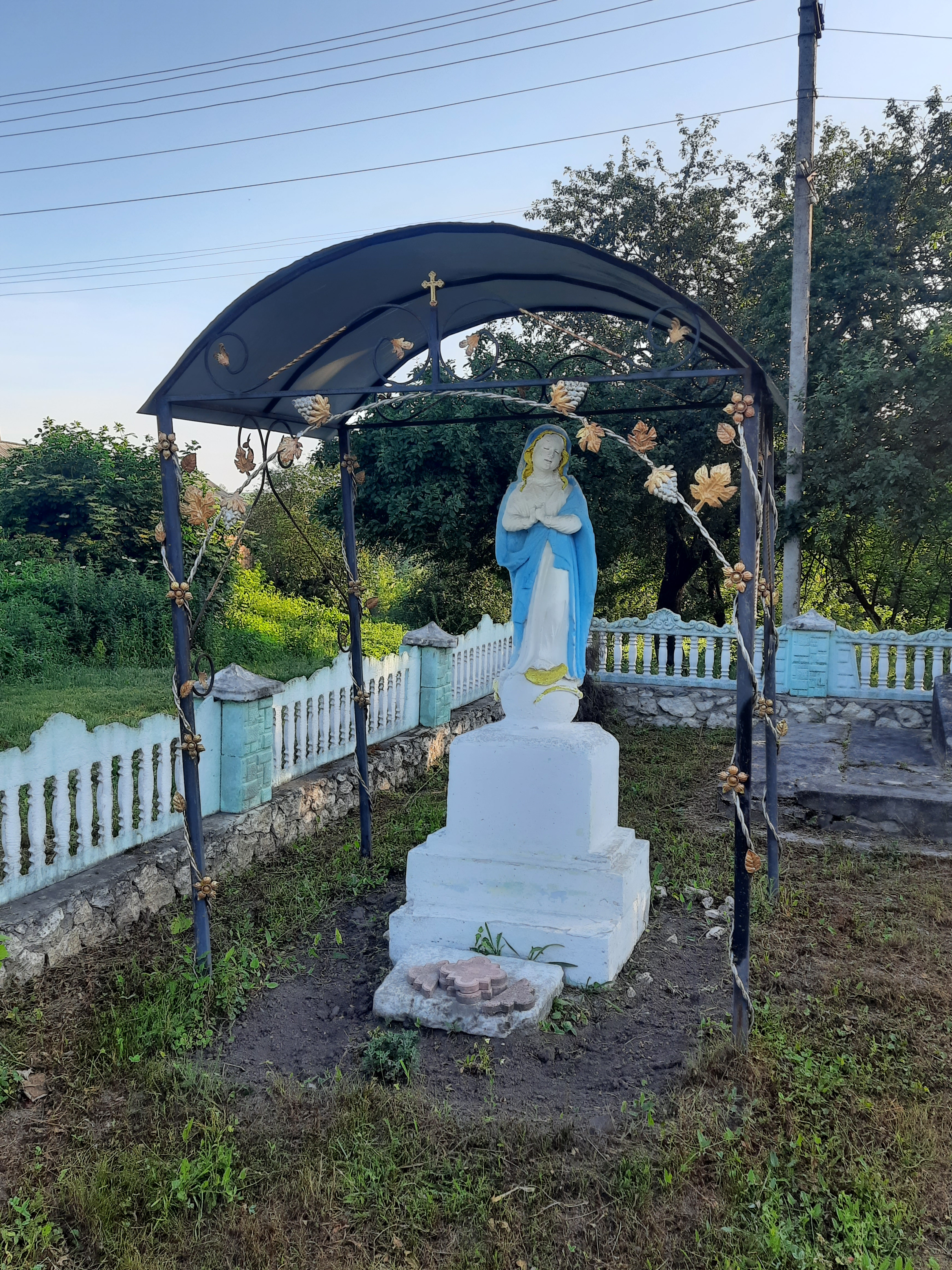
"Фігура" в центрі села